# Gowak (Lasem)
Gowak is een bestuurslaag in het regentschap Rembang van de provincie Midden-Java, Indonesië. Gowak telt 1392 inwoners (volkstelling 2010).